# Enicospilus zaporus
Enicospilus zaporus är en stekelart som beskrevs av Ian D. Gauld och Mitchell 1981. Enicospilus zaporus ingår i släktet Enicospilus och familjen brokparasitsteklar. Inga underarter finns listade i Catalogue of Life.